# Alfredo Eguiarte
Alfredo Eguiarte Flores (Guadalajara, Jalisco, 14 de agosto de 1913 - Hermosillo, Sonora, 24 de enero de 1979) fue un ingeniero eléctrico, educador y pedagogo mexicano. Director por un período de 25 años de la Escuela Secundaria Técnica No.1 de Hermosillo, Sonora, también conocida por su antiguo nombre Escuela Prevocacional, Industrial y Comercial.

## Biografía
Nació en Guadalajara, Jalisco; siendo el primer hijo del matrimonio entre Manuel Eguiarte y de Eusebia Flores, originarios de Etzatlán y de Jamay, Jalisco.
Después de titularse como técnico electricista, decide migrar a Hermosillo, Sonora, donde inició su carrera como docente el 1 de diciembre de 1935, en la Escuela Prevocacional Industrial y Comercial "J. Cruz Gálvez", creada ese mismo año por la Secretaria de Educación Pública, durante la presidencia de Lázaro Cárdenas.
En esta ciudad se asenta en una casa habitación ubicada en la calle Garmendia No. 172, y después de tres años contrae matrimonio con Consuelo Atondo, el día 7 de mayo de 1938.
El 1 de septiembre de 1948 asume el cargo de director interino de la institución, que para ese entonces llevaba el nombre de Escuela de Enseñanzas Especiales No.26, permaneciendo en el cargo hasta el 1 de octubre de 1960 fecha en el que fue nombrado director de manera definitiva, ejerciendo ese cargo hasta el día de su retiro profesional, el 15 de septiembre de 1973.
Durante este tiempo también desempeñó otros cargos en el ámbito educativo, como lo fue el puesto de Secretario General de la Sección XVIII del Sindicato Nacional de Trabajadores de la Educación del 21 de julio de 1946 al 11 de enero de 1949.
Fallece a causa de encefalopatia amoniacal el día 24 de enero de 1979, a los 65 años de edad.